# 赫爾辛基地區交通管理局
赫爾辛基地區交通管理局（芬蘭語：Helsingin seudun liikenne, HSL）是芬蘭大赫爾辛基九個城市的公共交通網絡管理機構。HSL負責監管赫爾辛基所有公共交通的運作，包括地區巴士、電車、地鐵、渡輪、通勤鐵路和共享單車。除了四輛電動巴士外，HSL不擁有營運車輛。因此，各個交通系統的日常營運交由第三方營辦商負責。

## 外部連結
- 官方网站